# Hypolytrum poecilolepis
Hypolytrum poecilolepis är en halvgräsart som beskrevs av Ernest Nelmes. Hypolytrum poecilolepis ingår i släktet Hypolytrum och familjen halvgräs. Inga underarter finns listade i Catalogue of Life.